# ساتیش کومار
ساتیش کومار (انگلیسی: Satish Kumar؛ زادهٔ ۹ اوت ۱۹۳۶) ویراستار، نویسنده، طرفدار محیط زیست، روزنامه‌نگار، و فعال سیاسی اهل هند است.